# 定園
定園（ていえん）は、中華人民共和国の江蘇省蘇州市姑蘇区虎丘街道普福路に位置する庭園である。

## 概要
定園は、蘇州の名勝といわれる虎丘山の南麓の茶花古村にある。広さは100畝以上ある。中には26畝の広さの中湖である塔影湖やその側の亭台楼閣・曲廊と流水といった古い庭園があり、茶芸苑や天下第一壺などの中国茶文化を紹介する施設もある。
また蘇州は結婚式ビジネスが盛んであり、結婚式の記念写真撮影の舞台としてもよく利用されている。

## 歴史
江南の肥沃な水郷であるこの地には、千年以上前の宋の時代、茉莉花・玳玳花（ダイダイの花）・白蘭花が栽培されていた茶花古村があった。
明代初期に武将であった劉伯温が初代皇帝太祖朱元璋の粛清の手から逃れるため、引退後にここに居を定めた。定園という名前はここに由来する。
明代の中期には、唐寅・祝允明・沈周・文徴明といった江南の文人がここで酒を飲んだり、詩を吟じたりした。
清代には、陳明智がここに普済堂を建設し、貧しい民を救助し康熙帝の喜びを受けた。また乾隆帝が江南に来た時、ここで漢詩を詠んだ。なので両皇帝の御筆になる墨蹟が残っている。
その後、定園は荒廃していたが、その後施設と景観を修復して、さらに茶芸苑などの茶文化を啓発する施設を増設して今に至っている。